# Nästa weekend
Nästa weekend är en sång som framfördes av Uffe Persson i Melodifestivalen 1988. Bidraget som skrevs av Lasse Holm och Ingela 'Pling' Forsman var inte en av de sex låtar som kvalificerade sig till finalen.
Under Melodifestivalen 2025 var låten ett stående inslag som avslutningslåt i programmet. Där framträdde han även live på scen i slutet av den 5e delfinalen (med finalkvalet).